# Détachement de censure civile
Le Civil Censorship Department, CCD (Détachement de censure civile) était une branche de la Civil Intelligence Section, (CIS) du Commandement suprême des forces alliées (Supreme Commander of the Allied Powers, SCAP).

## Historique
Il fut responsable, à partir du 8 octobre 1945, de la mise en œuvre de la censure officielle dans le cadre de l'occupation du Japon après la fin de la Seconde Guerre mondiale, prenant la suite du Code pour la presse Japonaise et du Code radio pour le Japon.
Le CCD procéda principalement à de la censure prépublication jusqu’à la fin de l'année 1947 puis se concentra sur de la censure postpublication au-delà.
Le CCD fut officiellement démantelé le 31 octobre 1949, mais la menace de censure exercée par le SCAP se poursuivit durant le reste de la période d'occupation.
Le CCD était composé de deux branches :
- La division presse, illustrations et diffusion (Press, Pictorial, and Broadcast Division, PPB)[1]
- La division communication (Communications Division) [1]

Une grande partie des archives de la branche PPB du CCD sont conservées dans la collection Gordon W. Prange, dont la taille est estimée à 15 millions de pages publiées provenant de 16500 quotidiens, 13000 périodiques et 45000 livres et pamphlets.
Les analyses de ces archives pointent du doigt la contradiction opposant la position officielle des forces d'occupation américaines promouvant la démocratie, et la négation de cette démocratie au travers des formes de censures pratiquées par le CDD.
La censure des travaux littéraires et journalistiques sur le sujet des bombardements atomiques d'Hiroshima et de Nagasaki sont suspectés de n'avoir pas laissé la possibilité aux Japonais de demander un statut de victime ou d'impliquer les États-Unis dans un jugement pour crimes de guerre ou crime contre l'humanité.